# Planetarium Mallorca

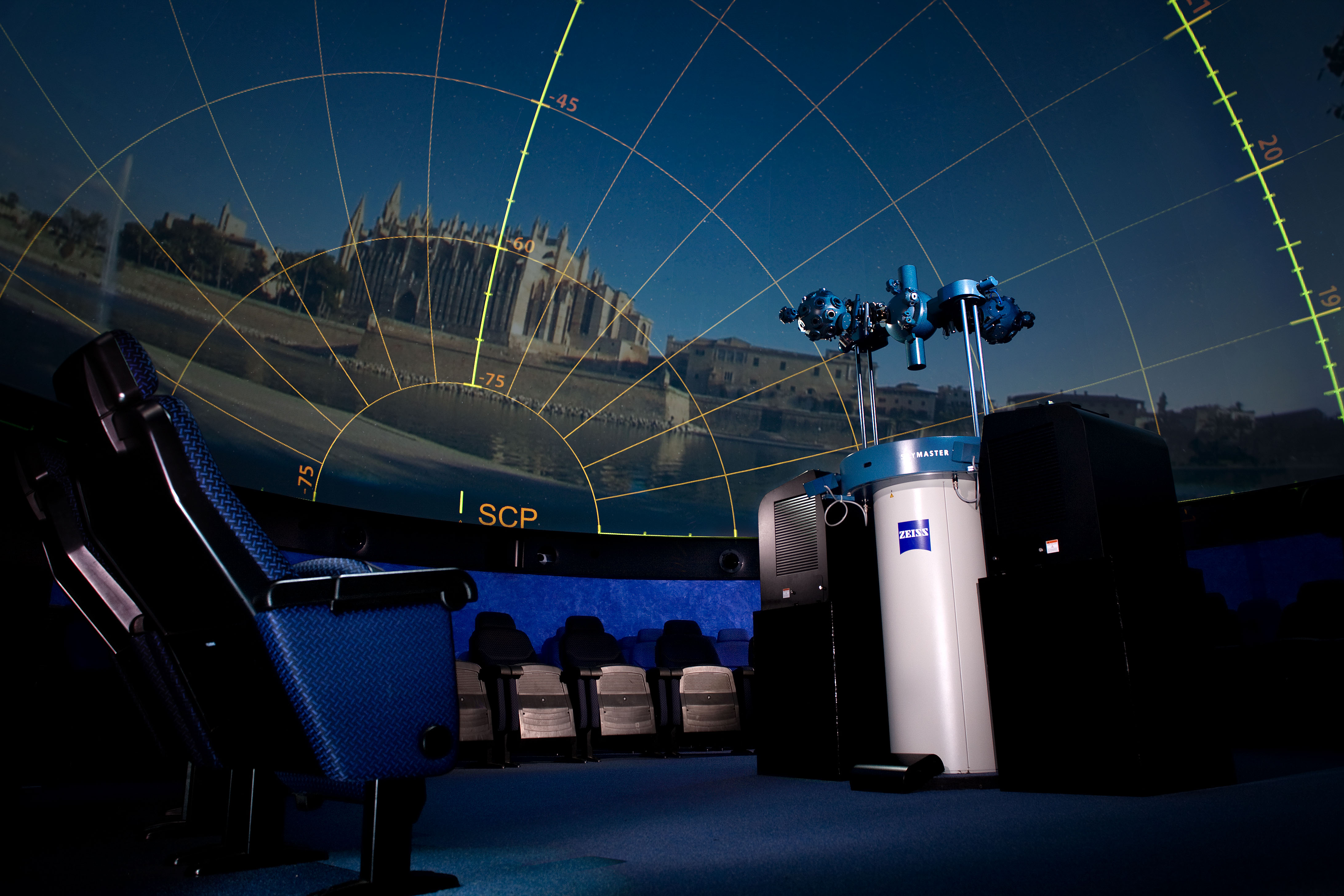
Vorführraum der Medienkuppel das Planetariums Mallorca mit Planetariumsprojektor Zeiss ZKP3 Skymaster und den beiden Digistar-Projektoren

Das Planetarium Mallorca befindet sich in Costitx auf der Balearen-Insel Mallorca. Es wird von der mallorquinischen Organisation für Astronomie (O.A.M.) betrieben, die neben diesem Planetarium auch die östlichste Sternwarte Spaniens (Observatorio Astronomico de Mallorca) betreibt.

## Besonderheiten
Die im Mai 1991 eingeweihte Sternwarte ist das einzige astronomische Zentrum der Balearen. Die Finanzierung durch die Balearenregierung (Abteilung Kultur, Erziehung und Sport), die Sparkasse La Caixa, die Stadtverwaltung Costitx und die O.A.M. verfolgte zwei Ziele: Einerseits die Förderung der Forschung innerhalb des Rahmens der GEA (Verein zum Studium der Astrophysik) und der Richtlinien der kanarischen Sternwarte und andererseits das Vertrautmachen mit der Astronomie für Schüler, Studenten und andere interessierte Personen. Das Observatorium dient auch der wissenschaftlichen Arbeit: So konnten hier einige neue Asteroiden entdeckt werden, was in Spanien seit 1941 nicht mehr vorgekommen ist.
Neben dem Observatorium wurde ein Planetarium errichtet, das von einer 14 Meter großen Metallkuppel überragt wird, in der sich der technisch hoch entwickelte Planetariumsprojektor Zeiss ZKP3 Skymaster befindet. Dieser Apparat kann mit höchster Genauigkeit sechstausend Sterne projizieren, was dem Blick in die Sterne unter freiem Himmel von irgendeinem Punkt der Erde entspricht. Der zentrale Hauptprojektor ist mit weiteren 30 zusätzlichen Projektoren sowie Video- und Panoramabeamern gekoppelt, die sich in einem kreisförmigen Raum mit Sitzplätzen für 110 Personen befinden. Seit 2009 ist außerdem ein Digistar-System in Betrieb, wie es z. B. auch im Mediendom der Fachhochschule Kiel verwendet wird.
Das mallorquinische Planetarium ist das einzige in Europa, welches in Echtzeit Bilder von Teleskopen projizieren kann, die sich entweder in der angeschlossenen Sternwarte, oder auch an weit entfernten Orten befinden können, und über Internet ferngesteuert werden. Dieses ist durch eine eigens von O.A.M. entwickelte Software möglich.
Die Installationen sind mit einem Astromedia-Saal ausgestattet, in dem Ausstellungen organisiert werden. Zurzeit ist dort eine interessante Auswahl von Meteoriten zu sehen. Die größten sind bis zu 60 Kilogramm schwer. Der Besucher des Planetariums bekommt auch einen Einblick in das angeschlossene Observatorium, das einen imposanten Saal mit zehn transportablen Teleskopen beherbergt.